# Street of Pain
Street of Pain est un court-métrage réalisé par Tyrone Finch et Jeremy Hall, sorti en 2003.

## Synopsis
Un homme souhaite prendre sa revanche à la suite d'un accident, qu'il a eu étant enfant, lors d'une partie de balle aux prisonniers.

## Fiche technique
- Titre : Street of Pain
- Réalisation et scénario : Tyrone Finch[1] et Jeremy Hall[2]
- Producteurs : Mark Gragnani, Jennifer Kelly et Shawn Wilt
- Musique : Mitchell Glickman
- Directeur de la photographie : Patrick Cady
- Montage : Russell Harnden III
- Distribution des rôles : Tim Payne
- Direction artistique : Val Wilt
- Décorateurs de plateau : Jai Dawg et Tea Moni
- Création des costumes : T. Monet
- Pays :  États-Unis
- Durée : 11 minutes
- Dates de sortie en salles : 
  -  États-Unis : 
    - 21 mars 2003 (Cleveland International Film Festival)
    - 9 octobre 2003 (Austin Film Festival)

## Distribution
- Steve Carell : Mark
- Ian Gomez : Beau
- Ken Hudson Campbell : Chester
- Eric Stonestreet : Floyd
- Kathleen Campbell : Cheryl
- Emmy Laybourne : Merideth
- Billy Welch : Floyd, jeune
- Dyllan Christopher : Mark, jeune

## Autour du film
- Court-métrage diffusé dans des festivals, Street of Pain fera partie d'un film compilant des courts-métrages intitulé Stories USA, sorti en 2007.